# Desfasamento
Desfasamento ou "decoerência", basicamente, é o processo pelo qual a interferência mecânico quântica é destruída, se a ênfase é colocada sobre os princípios físicos e exemplos concretos, em vez do formalismo. Refere-se às maneiras pelas quais a coerência causada pela perturbação decai ao longo do tempo, e o sistema retorna ao estado antes da perturbação. É um efeito importante na espectroscopia molecular e atômica, e na física da matéria condensada dos dispositivos mesoscópicos.